# Bezirkspolizeikommando

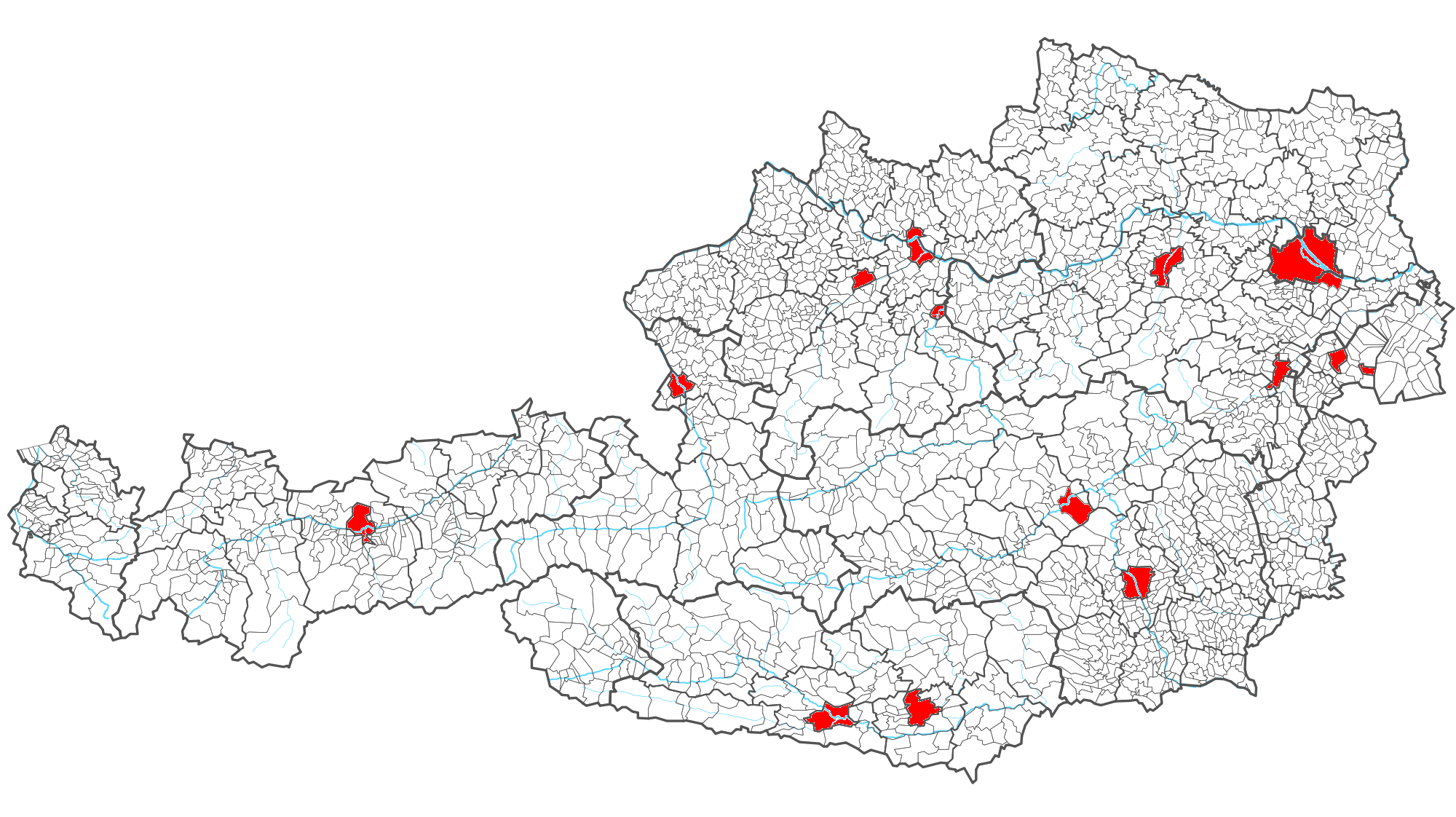
Zuständigkeitsbereich der BPK (weiß) und der SPK (rot)

Ein Bezirkspolizeikommando (BPK) ist eine Organisationseinheit der Bundespolizei in Österreich. Sie sind organisatorisch der jeweiligen Landespolizeidirektion untergeordnet, ihnen nachgeordnet sind die in den jeweiligen Bezirken bestehenden Polizeiinspektionen. Fachlich werden sie für verschiedene Behörden tätig, insbesondere in polizeilichen Angelegenheiten für die Bezirksverwaltungsbehörde als Sicherheitsbehörde erster Instanz. Organisatorisch sind sie Teil der Landespolizeidirektion. Weisungen der Leitung der Landespolizeidirektion in Angelegenheiten des inneren Dienstes dürfen den fachlichen Weisungen nicht widersprechen (§ 10 Abs. 3 Sicherheitspolizeigesetz).
Bezirkspolizeikommanden bestehen in allen Bezirken, ausgenommen jene Bezirke, in denen die Landespolizeidirektion als Sicherheitsbehörde I. Instanz fungiert (dort nehmen die Aufgaben eines Bezirkspolizeikommandos die Stadtpolizeikommanden wahr). Somit bestehen Bezirkspolizeikommanden nicht nur in jenen politischen Bezirken, in denen Bezirkshauptmannschaften bestehen, sondern auch in den Statutarstädten Krems und Waidhofen an der Ybbs. In den Bezirken Bruck an der Leitha und Leoben fungiert zwar die LPD als Sicherheitsbehörde I. Instanz, da diese jeweils nicht für den gesamten Bezirk zuständig ist, gibt es auch in diesen Bezirken Bezirkspolizeikommanden.
Geleitet wird ein Bezirkspolizeikommando vom jeweiligen Bezirkspolizeikommandanten, einem leitenden Exekutivbediensteten. Organisatorische Maßnahmen im Bereich von Bezirkspolizeikommanden obliegen dem Landespolizeidirektor im Einvernehmen mit dem Landeshauptmann, soweit sie die Betrauung mit bzw. die Abberufung von der Leitung eines Bezirkspolizeikommandos oder Versetzung ohne Änderung der dienstrechtlichen Stellung zum Gegenstand haben.

## Historisches
Bezirkspolizeikommanden sind die direkten Nachfolgeorganisationen der ehemaligen Bezirksgendarmeriekommanden (BGK). Sie entstanden nach der Zusammenlegung von Bundesgendarmerie, Bundessicherheitswachekorps und Kriminalbeamtenkorps im Juli 2005.